# Bevons
Bevons är en kommun i departementet Alpes-de-Haute-Provence i regionen Provence-Alpes-Cote d'Azur i sydöstra Frankrike. Kommunen ligger  i kantonen Noyers-sur-Jabron som ligger i arrondissementet Forcalquier. År 2022 hade Bevons 256 invånare.

## Befolkningsutveckling
Antalet invånare i kommunen Bevons
Referens: INSEE